# Encentrum nikor
Encentrum nikor är en hjuldjursart som först beskrevs av Pawlowski 1938.  Encentrum nikor ingår i släktet Encentrum och familjen Dicranophoridae. Inga underarter finns listade i Catalogue of Life.